# Homes England
Homes England est le non-departmental public body (NDPB : « organisme public non ministériel ») qui finance les nouveaux logements abordables en Angleterre. Il fut fondé le 1er janvier 2018 pour remplacer le Homes and Communities Agency (HCA).
Le HCA a été créé par la loi de 2008 sur le logement et le renouvellement (Housing and Regeneration Act 2008 (en) comme l'un des organismes succédant à la Housing Corporation, et est devenu opérationnel le 1er décembre 2008.

## Histoire
Le 17 janvier 2007, Ruth Kelly annonça des propositions visant à rassembler les fonctions d'investissement de la Housing Corporation (en), des English Partnerships et de certaines parties du Department for Communities and Local Government pour former une nouvelle agence unifiée pour le logement. Elle incorporerait également les fonctions de l'Academy for Sustainable Communities (en) et de l'équipe consultative du gouvernement pour les demandes importantes.
Dans les mois qui ont suivi, le professeur Martin Cave, directeur du Centre for Management under Regulation de l'université de Warwick, mena l'examen le plus complet de la réglementation anglaise du logement depuis 30 ans. Dans son rapport de juin, le Cave Review recommanda la création d'un nouvel organisme de réglementation, séparant les responsabilités de réglementation et d'investissement de la Housing Corporation.
Le 15 octobre 2007, Yvette Cooper annonça que le gouvernement acceptait la recommandation de la Cave Review de transférer les pouvoirs réglementaires à un organisme indépendant, nommé par la suite Tenant Services Authority (en) (TSA). Le nouvel organisme d'investissement a été initialement annoncé sous le nom de " Communities England, puis renommé Homes and Communities Agency.
Le directeur général de l'organisme a été annoncé comme étant Sir Bob Kerslake en décembre 2007. Kerslake avait dirigé le renouvellement urbain de Sheffield en tant que directeur général du conseil municipal depuis 1997.
Le 17 octobre 2008, le ministre du logement Iain Wright annonça que les membres du conseil d'administration de la HCA seraient Robert Napier (président), Kate Barker, Candy Atherton et Shaukat Moledina (précédemment vice-président de la Housing Corporation).
En septembre 2010, M. Kerslake a été nommé secrétaire permanent au ministère des communautés et du gouvernement local, qui est à l'origine de l'agence. La HCA a annoncé qu'elle nommerait un directeur général intérimaire parmi le personnel existant.
Le ministre du logement Grant Shapps révéla très tôt que la TSA serait supprimée dans le cadre de l'élimination des quangos par le gouvernement de coalition après les élections générales de 2010. En juin 2010, il a déclaré que la HCA serait conservée, mais qu'elle deviendrait "plus petite et plus stratégique, les fonctions de la HCA étant assurées par les autorités locales".
En septembre 2010, la HCA a également été incluse dans une liste d'organisations dont la fermeture était envisagée. Toutefois, M. Shapps a annoncé en octobre que la TSA serait fusionnée avec la HCA. En novembre, il a confirmé que la HCA serait conservée, mais réformée pour réduire les coûts de fonctionnement.

## Nouvelles initiatives
Le programme Kickstart de la HCA a fourni des subventions aux promoteurs afin de sauver des projets bloqués pendant la récession, contribuant ainsi à maintenir l'emploi et la production de nouveaux logements. L'un des projets les plus novateurs était un investissement de 45,6 millions de livres sterling dans Berkeley Homes pour fournir 555 nouveaux logements à louer sur le marché locatif, situés à Londres, dans le sud-est et dans le sud-ouest. Cependant, après une enquête d'investigation menée par le magazine Building Design (en), l'agence avoua que de nombreux projets Kickstart ne répondaient pas aux normes de bonne conception de la Commission for Architecture and the Built Environment (en),.

## Vente desransom strips
La vente pilote de micro-parcelles a été comparée à des rançons pour les allées et venues lorsque Homes England a écrit aux propriétaires de Birmingham pour les avertir que Homes England possédait des micro-parcelles entre leur propriété et la voie publique. Homes England a déclaré avoir écrit à 90 propriétaires, mais une demande de liberté d'information a révélé que plus de 500 micro-parcelles étaient en vente dans les arrondissements de Redditch et de Bromsgrove. Homes England a déclaré que si les propriétaires n'achetaient pas de micro-parcelles, celles-ci pourraient être vendues à des tiers. Les propriétaires s'attendaient à ce qu'une vente à un tiers entraîne l'utilisation de la micro parcelle comme bande de rançon (ransom strip).

## Organisme de réglementation du logement social
La Homes and Communities Agency a agi en tant que régulateur du logement social du gouvernement. Elle a fourni des rapports réguliers sur chaque agence de logement social enregistrée en Angleterre. En mars 2014, elle a rendu sa première décision selon laquelle une association de logement avait enfreint son seuil de "préjudice grave" pour le préjudice causé aux consommateurs pour ses réparations à domicile contre Circle 33, en raison de "difficultés chroniques et de longue date dans la prestation du service de réparation"[17].
En Écosse, cette fonction est assurée par le Scottish Housing Regulator (en). Au Pays de Galles, cette fonction est exercée par le gouvernement gallois.